# Torbiejewo (stacja kolejowa)
Torbiejewo (ros. Торбеево, moksza Тарбей) – stacja kolejowa w miejscowości Torbiejewo, w rejonie torbiejewskim, w Mordowii, w Rosji. Położona jest na linii Moskwa – Riazań – Samara.

## Historia
Stacja powstała w XIX w. pomiędzy stacjami Zubowa Polana i Samajewka.